# Sanibal Orahovac
Sanibal Orahovac [ˈsanibal ˈɔraxɔʋats] (* 12. Dezember 1978 in Titograd, serb.: Санибал Ораховац) ist ein ehemaliger montenegrinischer Fußballspieler.

## Vereinskarriere
Orahovac begann seine Karriere bei den montenegrinischen Vereinen FK Mladost Podgorica und FK Budućnost Podgorica. Von 2001 bis 2004 spielte er beim FK Roter Stern Belgrad und wurde in der Zeit zweimal Pokalsieger und einmal Meister. Von 2004 bis 2006 spielte er bei den portugiesischen Vereinen Vitória Guimarães und FC Penafiel, kam dort aber nur selten zum Einsatz.
Zur Saison 2006/07 wechselte er zum Karlsruher SC. Mit dem Karlsruher SC schaffte er den Aufstieg in die 1. Bundesliga. In der Winterpause der Saison 2007/08 verließ er den Karlsruher SC und wechselte zum FC Erzgebirge Aue. In der Saison 2008/09 spielte er für den Zweitligisten SV Wehen Wiesbaden, der nach dieser Spielzeit aber in die 3. Liga abstieg. Von Mitte Oktober 2009 bis Juni 2011 spielte er für den FSV Frankfurt, danach wechselte er zurück zum montenegrinischen Hauptstadtclub FK Budućnost Podgorica. Weitere Stationen waren Paxtakor Taschkent, Mladost Podgorica und FK Dečić Tuzi. Danach beendete er 2014 seine Karriere.